# Eleições estaduais no Rio Grande do Sul em 1990
As eleições estaduais no Rio Grande do Sul em 1990 ocorreram em 3 de outubro como parte das eleições gerais no Distrito Federal e em 26 estados brasileiros. Foram eleitos o governador Alceu Collares, o vice-governador João Gilberto Coelho, o senador Pedro Simon, 31 deputados federais e 55 deputados estaduais. Como nenhum candidato a governador atingiu a metade mais um dos votos válidos, um segundo turno foi realizado em 25 de novembro e segundo a Constituição, o governador foi eleito para um mandato de quatro anos com início em 15 de março de 1991 sem direito a reeleição.
O novo governador do Rio Grande do Sul é o advogado Alceu Collares. Nascido em Bagé e formado pela Universidade Federal do Rio Grande do Sul, ele foi quitandeiro, carteiro e telegrafista. Presidente da União dos Servidores Postais Telegráficos em Porto Alegre, ingressou no PTB e foi eleito vereador na capital gaúcha em 1962 e com a imposição do bipartidarismo entrou no MDB como opositor do Regime Militar de 1964. Reeleito vereador em 1968 e eleito deputado federal em 1970, 1974 e 1978, acompanhou Leonel Brizola no regresso ao PTB durante o governo do presidente João Figueiredo, entretanto com a decisão do Tribunal Superior Eleitoral em conceder o registro do partido ao grupo de Ivete Vargas levou à criação do PDT no qual Alceu Collares perdeu a eleição para o Palácio Piratini em 1982 sendo, porém, eleito prefeito de Porto Alegre em 1985.
A vitória na eleição para senador foi do advogado e professor Pedro Simon. Nascido em Caxias do Sul, ele se diplomou pela Pontifícia Universidade Católica do Rio Grande do Sul com especialização em Direito Penal e pós-graduação em Economia Política. Foi professor da Universidade de Caxias do Sul e na política foi eleito vereador em sua cidade natal pelo PTB em 1958 e deputado estadual em 1962 reelegendo-se pelo MDB em 1966, 1970 e 1974 chegando a presidir o diretório estadual. Eleito senador em 1978, perdeu a eleição para o governo gaúcho para Jair Soares em 1982 e no ano seguinte foi escolhido vice-presidente nacional do PMDB na gestão de Ulysses Guimarães. Escolhido Ministro da Agricultura por Tancredo Neves e mantido no posto por José Sarney, renunciou e foi eleito governador do Rio Grande do Sul em 1986.

## Resultado da eleição para governador

### Primeiro turno
Segundo o Tribunal Regional Eleitoral do Rio Grande do Sul houve 4.060.165 votos nominais (77,71%), 616.775 votos em branco (11,81%) e 547.545 votos nulos (10,48%) resultando no comparecimento de 5.224.485 eleitores.
| Candidatos a governador do estado | Candidatos a vice-governador | Número | Coligação                                        | Votação   | Percentual |
| --------------------------------- | ---------------------------- | ------ | ------------------------------------------------ | --------- | ---------- |
| Alceu Collares PDT                | João Gilberto Coelho PSDB    | 12     | Frente Progressista Gaúcha (PDT, PSDB, PCdoB)    | 1.464.181 | 36,06%     |
| Nelson Marchezan PDS              | Maria do Carmo Bueno PDS     | 11     | União por um novo Rio Grande (PDS, PFL, PL, PRN) | 1.349.903 | 33,25%     |
| José Fogaça PMDB                  | José Ernesto Pasquotto PMDB  | 15     | PMDB (sem coligação)                             | 833.530   | 20,53%     |
| Tarso Genro PT                    | Sebastião Pinheiro PSB       | 13     | Frente Popular (PT, PSB, PCB)                    | 412.551   | 10,16%     |

### Segundo turno
Segundo o Tribunal Regional Eleitoral do Rio Grande do Sul foram apurados 3.791.756 votos nominais (74,65%), 210.398 votos em branco (4,14%) e 1.077.017 votos nulos (21,21%) resultando no comparecimento de 5.079.171 eleitores.
| Candidatos a governador do estado | Candidatos a vice-governador | Número | Coligação                                        | Votação   | Percentual |
| --------------------------------- | ---------------------------- | ------ | ------------------------------------------------ | --------- | ---------- |
| Alceu Collares PDT                | João Gilberto Coelho PSDB    | 12     | Frente Progressista Gaúcha (PDT, PSDB, PCdoB)    | 2.319.400 | 61,17%     |
| Nelson Marchezan PDS              | Maria do Carmo Bueno PDS     | 11     | União por um novo Rio Grande (PDS, PFL, PL, PRN) | 1.472.356 | 38,83%     |

## Resultado da eleição para senador
Segundo o Tribunal Regional Eleitoral do Rio Grande do Sul houve 3.518.955 votos nominais (67,35%), 1.191.143 votos em branco (22,80%) e 514.387 votos nulos (9,85%) resultando no comparecimento de 5.224.485 eleitores.
| Candidatos a senador da República | Candidatos a suplente de senador             | Número | Coligação                                        | Votação   | Percentual |
| --------------------------------- | -------------------------------------------- | ------ | ------------------------------------------------ | --------- | ---------- |
| Pedro Simon PMDB                  | Leônidas Xausa PMDB Luíza Maria Marques PMDB | 151    | PMDB (sem coligação)                             | 1.576.664 | 44,80%     |
| Sanchotene Felice PL              | Edwino Brackmann PRN Vera Lucia Vanin PFL    | 111    | União por um novo Rio Grande (PL, PDS, PFL, PRN) | 918.335   | 26,10%     |
| Matheus Schmidt PDT               | Américo Coppetti PDT Raul Carrion PCdoB      | 121    | Frente Progressista Gaúcha (PDT, PSDB, PCdoB)    | 772.590   | 21,96%     |
| Delmar Steffen PT                 | Carlos Alberto Frank PCB Idália Cardoso PT   | 131    | Frente Popular (PT, PSB, PCB)                    | 251.366   | 7,14%      |

## Deputados federais eleitos
São relacionados os candidatos eleitos com informações complementares da Câmara dos Deputados.

Representação eleita
  PDS: 9
  PMDB: 9
  PDT: 7
  PT: 4
  PFL: 1
  PSDB: 1

| Número | Deputados federais eleitos | Partido | Votação | Percentual | Cidade onde nasceu    | Unidade federativa |
| 1510   | Mendes Ribeiro             | PMDB    | 109.744 | 8,31%      | Porto Alegre          | Rio Grande do Sul  |
| 1577   | Germano Rigotto            | PMDB    | 94.077  | 7,12%      | Caxias do Sul         | Rio Grande do Sul  |
| 1314   | Paulo Paim                 | PT      | 71.298  | 5,40%      | Caxias do Sul         | Rio Grande do Sul  |
| 1511   | Ibsen Pinheiro             | PMDB    | 64.546  | 4,88%      | São Borja             | Rio Grande do Sul  |
| 1516   | Odacir Klein               | PMDB    | 51.814  | 3,92%      | Getúlio Vargas        | Rio Grande do Sul  |
| 1170   | Victor Faccioni            | PDS     | 51.533  | 3,90%      | Caxias do Sul         | Rio Grande do Sul  |
| 1515   | Nelson Proença             | PMDB    | 51.440  | 3,89%      | Porto Alegre          | Rio Grande do Sul  |
| 1599   | Antônio Britto             | PMDB    | 50.957  | 3,85%      | Santana do Livramento | Rio Grande do Sul  |
| 1355   | Adão Pretto                | PT      | 44.704  | 3,38%      | Redentora             | Rio Grande do Sul  |
| 1112   | Telmo Kirst                | PDS     | 42.983  | 3,25%      | Santa Cruz do Sul     | Rio Grande do Sul  |
| 1110   | Carlos Azambuja            | PDS     | 41.314  | 3,12%      | Bagé                  | Rio Grande do Sul  |
| 1144   | Adylson Motta              | PDS     | 39.193  | 2,96%      | São Luiz Gonzaga      | Rio Grande do Sul  |
| 1177   | Celso Bernardi             | PDS     | 38.719  | 2,93%      | Augusto Pestana       | Rio Grande do Sul  |
| 1188   | Adolfo Fetter Júnior       | PDS     | 37.989  | 2,87%      | Pelotas               | Rio Grande do Sul  |
| 1166   | Osvaldo Bender             | PDS     | 37.646  | 2,85%      | Santo Cristo          | Rio Grande do Sul  |
| 1115   | Fernando Carrion           | PDS     | 37.430  | 2,83%      | Porto Alegre          | Rio Grande do Sul  |
| 1222   | Carrion Júnior             | PDT     | 35.455  | 2,68%      | Porto Alegre          | Rio Grande do Sul  |
| 1526   | Nelson Jobim               | PMDB    | 34.921  | 2,64%      | Santa Maria           | Rio Grande do Sul  |
| 1302   | José Fortunati             | PT      | 33.808  | 2,56%      | Flores da Cunha       | Rio Grande do Sul  |
| 2577   | Arno Magarinos             | PFL     | 33.126  | 2,50%      | Concórdia             | Santa Catarina     |
| 1550   | Luís Roberto Ponte         | PMDB    | 32.690  | 2,47%      | Fortaleza             | Ceará              |
| 1215   | Valdomiro Lima             | PDT     | 32.538  | 2,46%      | Rio Grande            | Rio Grande do Sul  |
| 1117   | João de Deus Antunes       | PDS     | 31.713  | 2,40%      | Santo Ângelo          | Rio Grande do Sul  |
| 1266   | Wilson Müller              | PDT     | 30.962  | 2,34%      | Santa Cruz do Sul     | Rio Grande do Sul  |
| 1311   | Raul Pont                  | PT      | 29.859  | 2,26%      | Uruguaiana            | Rio Grande do Sul  |
| 1245   | Éden Pedroso               | PDT     | 29.645  | 2,24%      | Passo Fundo           | Rio Grande do Sul  |
| 1580   | Ivo Mainardi               | PMDB    | 29.545  | 2,23%      | Arroio do Tigre       | Rio Grande do Sul  |
| 1223   | Amaury Müller              | PDT     | 29.284  | 2,23%      | Cruz Alta             | Rio Grande do Sul  |
| 1250   | Carlos Cardinal            | PDT     | 27.682  | 2,09%      | Bossoroca             | Rio Grande do Sul  |
| 1208   | Aldo Pinto                 | PDT     | 23.915  | 1,81%      | Palmeira das Missões  | Rio Grande do Sul  |
| 4567   | Adroaldo Streck            | PSDB    | 19.649  | 1,48%      | Cachoeira do Sul      | Rio Grande do Sul  |

## Deputados estaduais eleitos
São relacionados os candidatos eleitos com informações complementares da Assembleia Legislativa. Estavam em jogo 55 vagas no Palácio Farroupilha.

Representação eleita
  PDS: 13
  PMDB: 12
  PDT: 12
  PTB: 9
  PT: 5
  PFL: 2
  PCdoB: 1
  PSB: 1

| Número | Deputados estaduais eleitos    | Partido | Votação | Percentual | Cidade onde nasceu     | Unidade federativa |
| 14292  | Sérgio Zambiasi                | PTB     | 320.381 |            | Encantado              | Rio Grande do Sul  |
| 15138  | João Osório                    | PMDB    | 35.234  |            | Camaquã                | Rio Grande do Sul  |
| 12256  | Antonio Barbedo                | PDT     | 32.356  |            | São Leopoldo           | Rio Grande do Sul  |
| 65165  | Jussara Cony                   | PCdoB   | 32.136  |            | Quaraí                 | Rio Grande do Sul  |
| 15117  | Atalibio Antônio Foscarini     | PMDB    | 31.576  |            | Taquara                | Rio Grande do Sul  |
| 11245  | Augusto Nardes                 | PDS     | 29.604  |            | Santo Ângelo           | Rio Grande do Sul  |
| 12217  | Carlos Renan Kurtz             | PDT     | 28.812  |            | Santa Maria            | Rio Grande do Sul  |
| 11111  | Guilherme Socias Villela       | PDS     | 27.642  |            | Uruguaiana             | Rio Grande do Sul  |
| 11220  | Jarbas Lima                    | PDS     | 27.354  |            | Lagoa Vermelha         | Rio Grande do Sul  |
| 11158  | Francisco Turra                | PDS     | 24.690  |            | Marau                  | Rio Grande do Sul  |
| 15220  | Mendes Ribeiro Filho           | PMDB    | 22.981  |            | Porto Alegre           | Rio Grande do Sul  |
| 12269  | Pompeo de Mattos               | PDT     | 22.952  |            | Santo Augusto          | Rio Grande do Sul  |
| 11113  | Odilon Almeida Mesko           | PDS     | 21.493  |            | Canguçu                | Rio Grande do Sul  |
| 11210  | Erni Petry                     | PDS     | 21.332  |            | Porto Alegre           | Rio Grande do Sul  |
| 12260  | Carlos Araújo                  | PDT     | 21.056  |            | São Francisco de Paula | Rio Grande do Sul  |
| 15194  | Quintiliano Vieira             | PMDB    | 20.784  |            | Sant'Ana do Livramento | Rio Grande do Sul  |
| 25102  | Germano Bonow                  | PFL     | 20.070  |            | Porto Alegre           | Rio Grande do Sul  |
| 15270  | Mário Limberger                | PMDB    | 18.934  |            | Sobradinho             | Rio Grande do Sul  |
| 15135  | Cezar Schirmer                 | PMDB    | 18.571  |            | Santa Maria            | Rio Grande do Sul  |
| 15140  | José Ivo Sartori               | PMDB    | 18.491  |            | Farroupilha            | Rio Grande do Sul  |
| 12241  | Beto Grill                     | PDT     | 17.848  |            | Pelotas                | Rio Grande do Sul  |
| 15149  | Gleno Scherer                  | PMDB    | 17.724  |            | Venâncio Aires         | Rio Grande do Sul  |
| 11285  | Francisco Appio                | PDS     | 17.174  |            | Vacaria                | Rio Grande do Sul  |
| 13155  | Antonio Marangon               | PT      | 17.074  |            | Rodeio Bonito          | Rio Grande do Sul  |
| 11110  | José Otávio Germano            | PDS     | 17.070  |            | Cachoeira do Sul       | Rio Grande do Sul  |
| 15181  | Francisco de Medeiros          | PMDB    | 16.786  |            | Caçapava do Sul        | Rio Grande do Sul  |
| 12267  | João Luiz Vargas               | PDT     | 16.564  |            | São Sepé               | Rio Grande do Sul  |
| 15101  | Achylles Braghiroli            | PMDB    | 16.389  |            | Sobradinho             | Rio Grande do Sul  |
| 12247  | Tapir Rocha                    | PDT     | 16.383  |            | Porto Alegre           | Rio Grande do Sul  |
| 15183  | Waldir Artur Schmidt           | PMDB    | 16.221  |            | São Leopoldo           | Rio Grande do Sul  |
| 11122  | Otomar Vivian                  | PDS     | 16.031  |            | Caçapava do Sul        | Rio Grande do Sul  |
| 11118  | Mauro Azeredo                  | PDS     | 15.734  |            | Soledade               | Rio Grande do Sul  |
| 11115  | José Westphalen Correa         | PDS     | 15.729  |            | Lapa                   | Paraná             |
| 11101  | Marco Peixoto                  | PDS     | 15.265  |            | Santiago               | Rio Grande do Sul  |
| 13202  | Marcos Rolim                   | PT      | 15.243  |            | Porto Alegre           | Rio Grande do Sul  |
| 11175  | Wilson Mânica                  | PDS     | 14.923  |            | Ijuí                   | Rio Grande do Sul  |
| 15105  | Antônio Dexheimer              | PMDB    | 14.864  |            | Erechim                | Rio Grande do Sul  |
| 25291  | Luiz Carlos Festugatto         | PFL     | 14.840  |            | Soledade               | Rio Grande do Sul  |
| 12244  | Athos Rodrigues                | PDT     | 14.671  |            | Capão da Canoa         | Rio Grande do Sul  |
| 12220  | Sérgio Jockyman                | PDT     | 14.575  |            | Palmeira das Missões   | Rio Grande do Sul  |
| 12238  | José Glei Sant’anna Jardim     | PDT     | 13.532  |            | Rosário do Sul         | Rio Grande do Sul  |
| 12226  | Valdir Fraga                   | PTB     | 13.332  |            | Porto Alegre           | Rio Grande do Sul  |
| 12229  | Júlio Cezar Mandagaran Caspani | PDT     | 13.280  |            | Caxias do Sul          | Rio Grande do Sul  |
| 12262  | Regina Rossignolo              | PDT     | 13.136  |            | Pelotas                | Rio Grande do Sul  |
| 14191  | Iradir Pietroski               | PTB     | 12.045  |            | Itatiba do Sul         | Rio Grande do Sul  |
| 40140  | Beto Albuquerque               | PSB     | 11.806  |            | Passo Fundo            | Rio Grande do Sul  |
| 13240  | Ivar Pavan                     | PT      | 11.668  |            | Aratiba                | Rio Grande do Sul  |
| 13199  | Luiz Carlos Casagrande         | PT      | 10.479  |            | São Sebastião do Caí   | Rio Grande do Sul  |
| 14150  | Ledevino Piccinini             | PTB     | 9.722   |            | Roca Sales             | Rio Grande do Sul  |
| 13170  | Flávio Koutzii                 | PT      | 9.564   |            | Porto Alegre           | Rio Grande do Sul  |
| 14242  | Sérgio Moraes                  | PTB     | 8.803   |            | Santa Cruz do Sul      | Rio Grande do Sul  |
| 14111  | Marcelo Mincarone              | PTB     | 7.321   |            | Bento Gonçalves        | Rio Grande do Sul  |
| 14102  | Edemar Vargas                  | PTB     | 7.301   |            | Tupanciretã            | Rio Grande do Sul  |
| 14201  | Luís Carlos Repiso Riela       | PTB     | 7.112   |            | Uruguaiana             | Rio Grande do Sul  |
| 14120  | Manoel Maria dos Santos        | PTB     | 6.728   |            | Três Barras            | Santa Catarina     |